# Буди-Цепелінські
Буди-Цепелінські (пол. Budy Ciepielińskie) — село в Польщі, у гміні Покшивниця Пултуського повіту Мазовецького воєводства.
Населення — 97 осіб (2011).
У 1975-1998 роках село належало до Цехановського воєводства.

## Демографія
Демографічна структура станом на 31 березня 2011 року:
|          | Загалом | Допрацездатний вік | Працездатний вік | Постпрацездатний вік |
| -------- | ------- | ------------------ | ---------------- | -------------------- |
| Чоловіки | 51      | 12                 | 32               | 7                    |
| Жінки    | 46      | 10                 | 26               | 10                   |
| Разом    | 97      | 22                 | 58               | 17                   |